# Vestiges of the Natural History of Creation

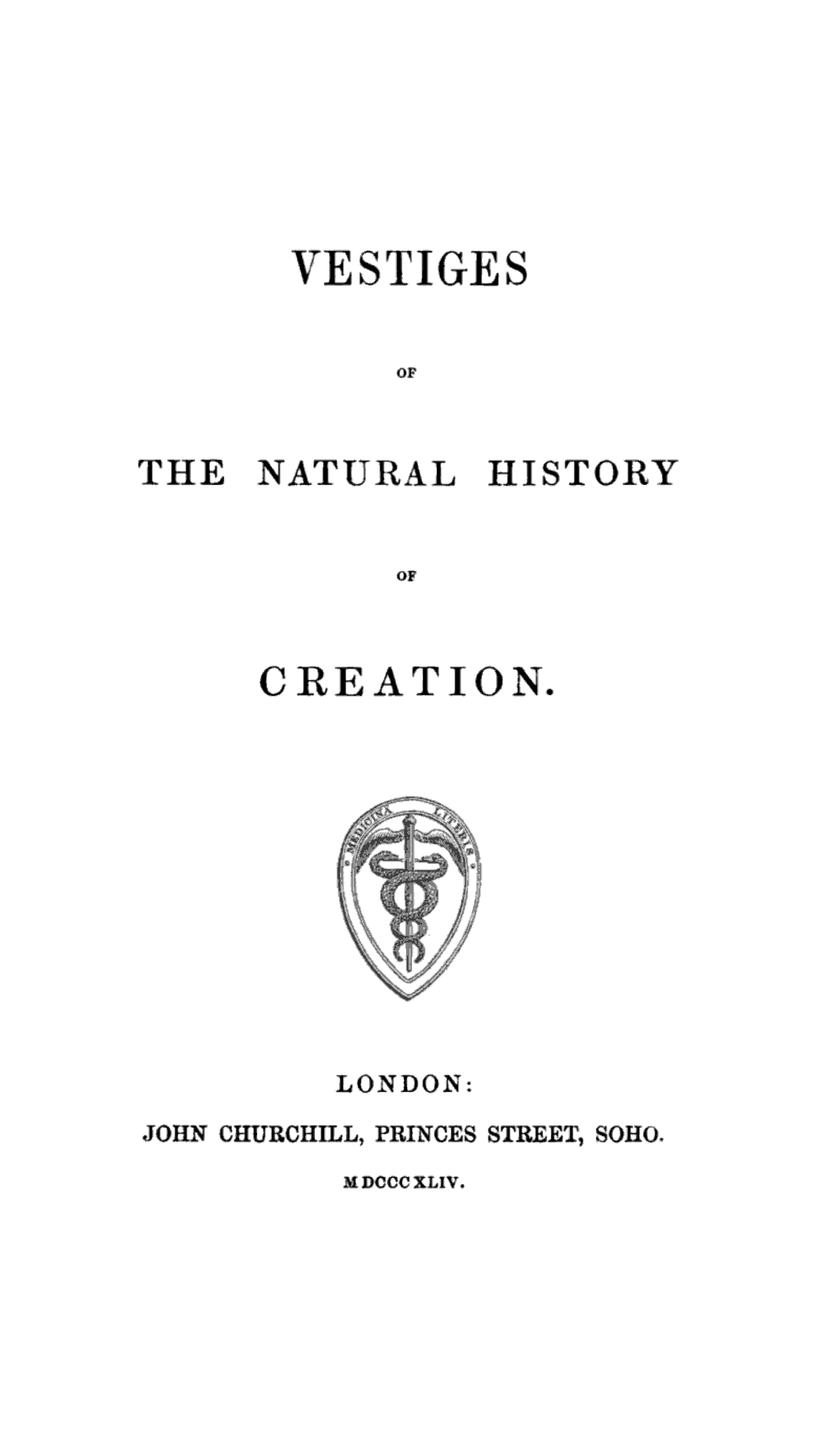
Titelseite der 1. Auflage von 1844

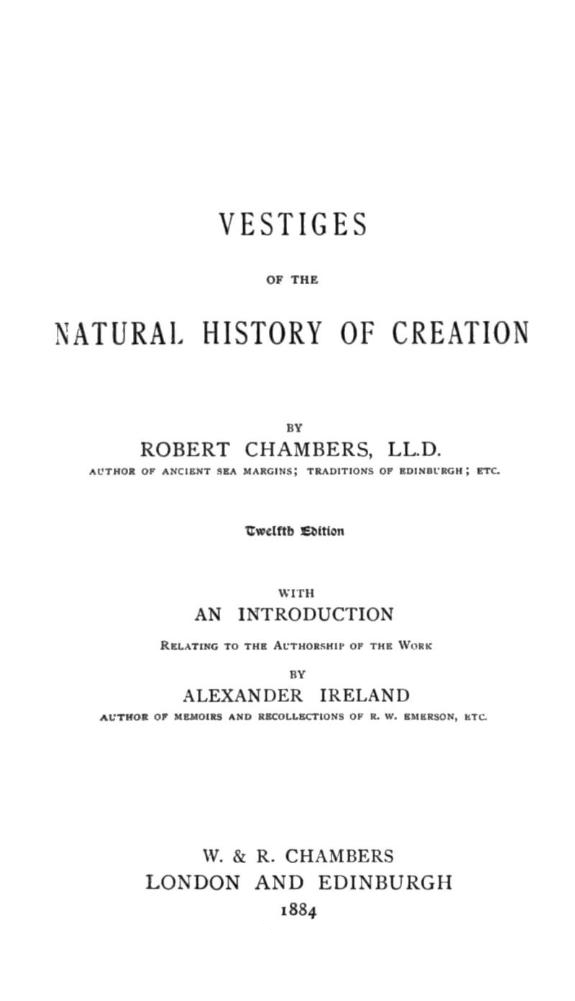
Erst die Titelseite der 12. Auflage von 1884 nennt Robert Chambers als Urheber des Werkes

Vestiges of the natural history of creation (deutsch: „Spuren der Naturgeschichte der Schöpfung“) ist ein erstmals 1844 in London veröffentlichtes populärwissenschaftliches Buch, das anonym erschien. Bis 1860 erschienen elf Auflagen im Verlag von John Churchill (1801–1875). Der Name des Autors, des 1871 verstorbenen schottischen Verlegers Robert Chambers, wurde erst in der 1884 postum erschienenen 12. Auflage des Buches offengelegt. Die zehnte Auflage enthält ein autobiografisches Vorwort und ist mit 107 Holzschnitten illustriert, die vom Physiologen William Carpenter ausgewählt wurden.
In den „Vestiges“ wurde die Idee einer deistischen, d. h. ohne direkte göttliche Eingriffe verlaufenden kosmischen, geologischen und biologischen Entwicklung vertreten. Es fand weite Verbreitung und wurde wegen seiner unorthodoxen und spekulativen Vorstellungen kontrovers in der damaligen viktorianischen Gesellschaft rezipiert.

## Gliederung der 1. Auflage von 1844
- The Bodies of Space, Their arrangements and formation
- Constituent materials of the Earth and of the other Bodies of Space
- The Earth formed – Era of the Primary Rocks
- Commencement of Organic Life – Sea Plants, Corals, etc.
- Era of the Old Red Sandstone – Fishes abundant
- Secondary Rocks. Era of the Carboniferous Formation. Land formed. Commencement of Land Plants
- Era of the New Red Sandstone. Terrestrial Zoology commences with Reptiles. First traces of Birds
- Era of the Oolite. Commencement of Mammalia
- Era of the Cretaceous Formation
- Era of the Tertiary Formation. Mammalia abundant
- Era of the Superficial Formations. Commencement of present Species
- General Considerations respecting the Origin of the Animated Tribes
- Particular Considerations respecting the Origin of the Animated Tribes
- Hypothesis of the Development of the Vegetable and Animal Kingdoms
- Macleay System of Animated Nature. This System considered in connexion with the Progress of Organic Creation, and as indicating the natural status of Man
- Early History of Mankind
- Mental Constitution of Animals
- Purpose and General Condition of the Animated Creation
- Note Conclusory

## Auflagen

### Englische Auflagen bis 1884
Es gibt folgende Auflagen:
- 1. Auflage. Oktober 1844 (Digitalisat, Volltext) – 390 Seiten, 750 Exemplare.
- 2. Auflage. Dezember 1844 (Digitalisat) – 394 Seiten, 1000 Exemplare.
- 3. Auflage. Februar 1845 – 384 Seiten, 1500 Exemplare.
- 4. Auflage. Mai 1845 (Digitalisat) – 408 Seiten, 2000 Exemplare.
- 5. Auflage. Januar 1846 (Digitalisat) – 423 Seiten, 1500 Exemplare.
- 6. Auflage. März 1847 (Digitalisat) – 512 Seiten, 1000 Exemplare.
- 7. Auflage. Mai 1847 (Digitalisat) – 294 Seiten, 5000 Exemplare.
- 8. Auflage. Juli 1850 (Digitalisat) – 319 Seiten, 3000 Exemplare.
- 9. Auflage. Juli 1851 – 316 Seiten, 3000 Exemplare.
- 10. Auflage. Juni 1853 (Digitalisat) – 325 Seiten, 2500 Exemplare.
- 11. Auflage. Dezember 1860 (Digitalisat) – 286 Seiten, 2500 Exemplare.
- 12. Auflage. April 1884 (Digitalisat) – 418 Seiten, 5000 Exemplare.

### Deutsche Übersetzungen
Die erste deutsche Übersetzung fertigte Carl Vogt nach der 6. Auflage der „Vestiges“ an. Sie erschien 1851 im Braunschweiger Verlag Friedrich Vieweg und Sohn und trug den Titel Natürliche Geschichte der Schöpfung des Weltalls, der Erde und der auf ihr befindlichen Organismen, begründet auf die durch die Wissenschaft errungenen Thatsachen. Eine zweite, verbesserte Auflage folgte 1858:
- Natürliche Geschichte der Schöpfung des Weltalls, der Erde und der auf ihr befindlichen Organismen, begründet auf die durch die Wissenschaft errungenen Thatsachen. Friedrich Vieweg und Sohn, Braunschweig 1851 (Digitalisat).
- Natürliche Geschichte der Schöpfung des Weltalls, der Erde und der auf ihr befindlichen Organismen, begründet auf die durch die Wissenschaft errungenen Thatsachen. Zweite verbesserte Auflage, Friedrich Vieweg und Sohn, Braunschweig 1858 (Digitalisat).

## Besprechungen
Eine umfangreiche, anonyme Besprechung in The Edinburgh review stammte von Adam Sedgwick. Eine weitere anonym veröffentlichte Kritik stammte von David Brewster.